# Neolophonotus vincenti
Neolophonotus vincenti là một loài ruồi trong họ Asilidae. Neolophonotus vincenti được Londt miêu tả năm 1988. Loài này phân bố ở vùng nhiệt đới châu Phi.